# جمعية الغولف اليابانية للمكفوفين
جمعية الغولف اليابانية للمكفوفين (日本ブラインドゴルフ振興協会 'نيهون بوريندو جوروهو شينكو كيوكاي') ( JBGA ) هي مؤسسة غير ربحية محددة تعمل على الترويج للرياضات الدولية، وتحديداً الجولف، وبرامج الرعاية الاجتماعية للاعبي الجولف ضعاف البصر والمكفوفين .

## تاريخ
- تعرفت هاروهيسا هاندا على رجل أسترالي يعاني من ضعف البصر،في عام 1988.[2] بعد عودته إلى اليابان، قدم هاندا لعبة الجولف للمكفوفين هناك وقام بتجنيد ثلاثة أشخاص يابانيين ضعاف البصر لإنشاء نادي الجولف للمكفوفين في نفس العام. بدأوا ممارسة لعبة الجولف للمكفوفين في مركز تدريب الجولف في طوكيو في مايو 1988. في يوليو من ذلك العام، تدربوا لأول مرة على ملعب الجولف في نادي كوسايدو الريفي في محافظة تشيبا، اليابان.[3] أرسل نادي الغولف للمكفوفين أربعة لاعبين غولف من المكفوفين وضعاف البصر للمشاركة في بطولة أستراليا العالمية المفتوحة للغولف للمكفوفين والتي أقيمت في بيرث بأستراليا.
- أرسل نادي جولف المكفوفين أحد أعضائه إلى بطولة العالم الأولى لجولف المكفوفين كلاعب ضيف، والذي احتل المركز العاشرفي سبتمبر 1990.[4]
- فاز أحد اللاعبين المشاركين في بطولة أستراليا المفتوحة الثالثة للجولف للمكفوفين في فئة B1،في أكتوبر 1990.[4]
- تأسسة جمعية الجولف للمكفوفين في اليابان في أبريل 1991. وانضم خمسة لاعبين جدد من ذوي الإعاقة البصرية من منطقة كانساي، وأنشأة قاعدة جديدة لجمعية الجولف للمكفوفين في منطقة كانساي في اليابان.[4]
- شارك لاعب غولف عضو من JBGA في Leader Dog Classic وفاز في الفئة B1،في يناير 1992.[4]
- فاز لاعب غولف من JBGA في فئة B1 في يناير 1993، في Leader Dog Classic مرة أخرى، وللمرة الثانية في عامين متتاليين.[5]
- في أكتوبر 1993، فاز لاعب غولف من JBGA في فئة B1 وفاز لاعب غولف آخر في بطولة Pro-Ama في بطولة أستراليا للغولف للمكفوفين.[6]
- في أغسطس 1994، استضافت JBGA بطولة اليابان المفتوحة للجولف للمكفوفين، وهي أول بطولة رسمية للجولف للمكفوفين تقام في اليابان، في نادي Sakuragaoka Country Club في مدينة تاما، طوكيو، وشارك فيها لاعب غولف عضو في JBGA في فئة B1.[7]
- في يونيو 1995، نظمت JBGA مسابقة خيرية لدعم ضحايا زلزال هانشين أواجي للجولف في نادي هاناياشيكي للجولف في هيوغو باليابان ، مع التبرع بجزء من العائدات عبر شركة أساهي للإذاعة كمساهمة لضحايا الكارثة.[8]
- في سبتمبر 1995، أقامت JBGA مسابقة تذكارية خيرية لبطولة اليابان المفتوحة للجولف في نفس وقت بطولة اليابان المفتوحة للجولف للمكفوفين؛ وتم التبرع بالعائدات لجمعية جيفو للرعاية الاجتماعية للمكفوفين.[8]
- في يوليو 1996، تم تغيير الاسم الياباني لـ JBGA.[9] [ حدد ]
- في أبريل 1997، أقيم مؤتمر لاعبي الجولف للمكفوفين الدولي، وهو كيان سابق لرابطة الجولف الدولية للمكفوفين، في بيرث ، أستراليا ، حيث شاركت رابطة الجولف للمكفوفين اليابانية كممثل لمنظمات الجولف للمكفوفين في اليابان.[10]
- في مايو 1999، قام فريق مراقبة للمكفوفين من فرنسا بزيارة اليابان. [11]
- في نوفمبر 1999، قدم مجلس إدارة رابطة الجولف الدولية للمكفوفين خطاب تقدير إلى رابطة الجولف اليابانية للمكفوفين وإلى هاندا، رئيسها الفخري. [12]
- في يونيو 2000، تم تسجيل JBGA كشركة غير ربحية محددة من قبل حكومة منطقة طوكيو الحضرية .
- في عام 2004، تم تغيير الاسم الياباني لـ JBGA وتم نقل مقرها الرئيسي إلى Suginami-ku ، طوكيو.

### البطولات المنظمة
- في يوليو 1990، استضافت JBGA، تحت اسم نادي الجولف للمكفوفين في ذلك الوقت، أول مسابقة جولف للمكفوفين في اليابان بالتعاون مع نادي نادي لافوريت شوزنجي الريفي في إيزو، شيزوكا ، اليابان، بمشاركة 120 مشاركًا.
- في أغسطس 1994، استضافت JBGA بطولة اليابان المفتوحة للجولف للمكفوفين باعتبارها أول بطولة دولية كبرى للجولف للمكفوفين في اليابان، حيث شارك فيها 21 لاعب غولف للمكفوفين من 6 دول. [13] ومنذ ذلك الحين، يتم تنظيم البطولات بشكل متتابع، وأقيمت النسخة العاشرة في عام 2013 تحت اسم كأس وزير الخارجية وكأس وزير الصحة والعمل والرفاهية.
- في عام 2001، بدأت JBGA في تنظيم "جولة الجولف للمكفوفين في اليابان" باعتبارها لعبة جولة تقام عدة مرات في العام في جميع أنحاء اليابان. وقد تم تغيير عنوانها بعد ذلك من "جولة" إلى "بطولة"، ثم إلى بطولة JBGA وظلت كذلك منذ عام 2008.
- في عام 2006، استضافت JBGA بطولة الجولف العالمية الثانية للسيدات الكبار بالتعاون مع رابطة الجولف الدولية للمكفوفين وجولة الأساطير (رابطة الجولف النسائية الأمريكية لكبار السن).[14]

## البطولات المشاركة
| رحلة                                                                  | عنوان                                                                             | دولة             |
| --------------------------------------------------------------------- | --------------------------------------------------------------------------------- | ---------------- |
| رابطة الجولف الدولية للمكفوفين                                        | بطولة العالم للجولف للمكفوفين ISPS HANDA                                          |                  |
| JPGA، الجمعية الدولية لترويج الرياضة                                  | بطولة PGA Handa Cup الخيرية للكبار                                                | اليابان          |
| رابطة الجولف الدولية للمكفوفين                                        | بطولة ISPS Handa الأمريكية المفتوحة للمكفوفين                                     | الولايات المتحدة |
| رابطة الجولف الدولية للمكفوفين                                        | بطولة ISPS Handa الأسترالية المفتوحة للمكفوفين                                    | أستراليا         |
| رابطة الجولف الدولية للمكفوفين                                        | بطولة ISPS Handa البريطانية المفتوحة للجولف للمكفوفين                             | إنجلترا          |
| رابطة الجولف الدولية للمكفوفين                                        | بطولة ISPS Handa الكندية المفتوحة للجولف للمكفوفين                                | كندا             |
| رابطة الجولف الدولية للمكفوفين                                        | بطولة ISPS Handa Irish Bind المفتوحة للجولف                                       | أيرلندا          |
| رابطة الجولف الدولية للمكفوفين                                        | بطولة ISPS Handa الإيطالية المفتوحة للجولف للمكفوفين                              | إيطاليا          |
| جولة الأساطير                                                         | كأس هاندا                                                                         | الولايات المتحدة |
| جمعية جولف المعوقين في شرق اليابان/جمعية جولف المعوقين في غرب اليابان | تصنيف الإعاقة في لعبة الجولف في محافظة جيفو لعام 2012*                            | اليابان          |
| طوكيو، كيتا-كو                                                        | مهرجان طوكيو الرياضي 2013 الرياضات الاستعراضية حسب تصنيف الإعاقة في لعبة الجولف** | اليابان          |

الأساطير:
- * - معتمد من قبل جمعية الجولف اليابانية للمكفوفين
- ** – جولة نظمتها جمعية الجولف اليابانية للمكفوفين

## شخصيات بارزة
- ريوجون إيكيزاوا - رئيس مجلس الإدارة
- شوجي هاندا - نائب الرئيس الفخري
- هاوهيسا هاندا – مؤسس
- نايوكو يوشيكاوا – محترفة الانتساب

## تلفزيون

### طوكيو متروبوليتان
- معركة الغولف بين المكفوفين وذوي الإعاقة البصرية (25 مايو 2002)
- بطولة اليابان المفتوحة للجولف للمكفوفين (3 يوليو 2004)
- الإعاقة هي صفر. 〜لاعب غولف أعمى يلتقي بامرأة كبيرة في السن〜 (21 مايو 2005)
- أخضر الاتصال〜الجولف للمكفوفين يربط العالم. 〜 (21 مايو 2006)
- المشي مع〜عمل الخير في لعبة الجولف〜 (13 يناير 2008)